# Skattelister
Skattelister (deutsch: Steuerliste bzw. Steuerregister) bezeichnet eine Liste, in welcher sämtliche Einwohner Norwegens erfasst sind, die innerhalb eines Jahres im Inland Einkommen bezogen haben beziehungsweise steuerpflichtig waren. Neben den persönlichen Angaben (voller Name und Geburtsjahr) verzeichnet diese Liste die Höhe des Einkommens (Inntekt), der gezahlten Steuern (Skatt) und des Vermögens (Formue). Im Ausland erzieltes Einkommen wird durch die Skattelister jedoch nicht erfasst. Gleiches gilt für außerhalb Norwegens befindliche Guthaben von Steuerpflichtigen.
Ab dem Jahr 2001 wurden die Angaben der Liste frei abrufbar im Internet veröffentlicht. Eine durchgeführte Untersuchung ergab, dass nur 32 Prozent der Norweger die Liste befürworten, während 46 Prozent sie ablehnen. Ein Grund für die mehrheitlich kritische Einschätzung ist die Befürchtung, dass die Liste durch Kriminelle missbraucht werden könnte.
Seit 2012 sind die Listen nicht mehr frei einsehbar, sondern man muss sich auf der staatlichen Seite anmelden, um diese zu sehen. Es kann jedoch nicht eingesehen werden, wer eine bestimmte Liste aufgerufen hat.